# 교황 레오 4세
교황 레오 4세(라틴어: Leo PP. IV, 이탈리아어: Papa Leone IV)는 제103대 교황(재위: 847년 4월 10일 ~ 855년 7월 17일)이다.

## 생애
로마 태생으로 라도알드의 아들이며, 교황 그레고리오 4세에 의해 수석부제로 서품받아 로마 교회에 근무하게 되었고 교황 세르지오 2세에 의해 산티 콰트로 코로나티 성당의 수석사제로 서품받았다. 교황 세르지오 2세가 선종한 후, 비록 본인은 교황이 되면 따라올 위험이 두려워서 교황직을 사절했음에도 만장일치로 새 교황으로 선출되었다. 레오 4세는 먼저 성 베드로 대성전과 산 파올로 푸오리 레 무라 대성전 등 전임 교황이 재임하던 시기에 사라센족의 침략으로 화를 입은 로마 시의 여러 성당의 피해를 복구하는데 주력하였다.
하지만 무엇보다도 레오 4세의 가장 큰 난제는 사라센족의 침공을 저지하는 것이었다. 사라센족이 가에타를 포위했다는 소식을 들은 레오 4세는 848년부터 849년에 걸쳐 로마의 성벽을 보수하는 등 로마를 지키기 위한 대책을 마련하는데 주력하였다. 이슬람군이 포르투스까지 진격하자, 교황은 외교술을 발휘하여 나폴리, 가에타, 아말피 등 이탈리아 내의 다른 여러 도시국가와 협정을 맺고 동맹을 체결하였다. 연합 함대의 지휘권은 나폴리 공작 세르지오 1세의 아들 체사리오가 맡았다. 교황령을 포함한 이탈리아 도시국가들의 연합 함대와 이슬람 함대 간에 벌어진 오스티아 해전은 중세 유럽 역사에서 가장 유명한 전투 가운데 하나로서, 이를 기념하기 위해 훗날 라파엘로와 그의 문하생들이 바티칸 궁전에 있는 교황의 방들 가운데 하나인 라파엘로의 방에 프레스코화로 묘사하였다. 레오 4세에 대해서는 한 가지 유명한 이야기가 전해내려오고 있다. 전해내려오는 이야기에 따르면, 과거 로마 시내에서 순교자들이 몰려 있는 지역에 큰 화재가 일어났는데, 레오 4세가 화재가 난 지역을 향해 십자 성호를 긋자 기적적으로 불이 꺼졌다고 한다. 이 일화는 보르고의 화재라는 이름으로 알려졌으며, 나중에 바티칸 궁전의 사도궁에 줄리오 로마노에 의해 프레스코화로 묘사되었다.

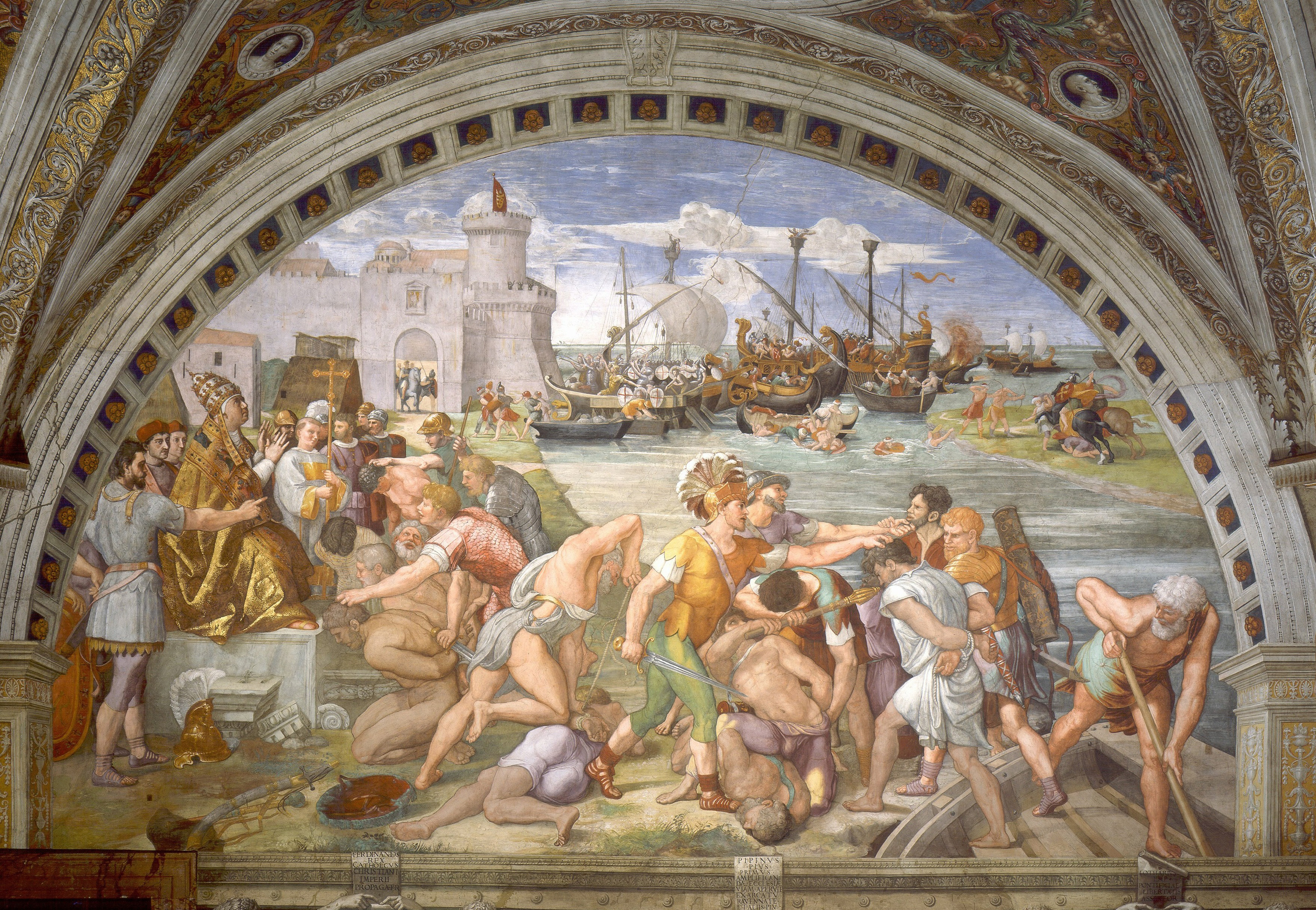
1829년에 그려진 오스티아 해전도.

레오 4세는 언젠가 닥칠 사라센족의 위협에 대비하기 위한 목적으로 성 베드로 대성전을 포함한, 테베레 강 오른쪽 제방에 있는 교외를 둘러싼 성벽을 새로 보수해 강화할 것을 지시하였다. 레오 4세의 지시가 있기 전만 해도 로마는 외세의 침입에 전혀 방비가 되어 있지 않았다. 그는 지금도 남아 있는 레오 성벽을 쌓고 44개의 망루를 세워 경계를 강화하였으며, 출입구의 수를 3개로 제한하여 호시탐탐 노리는 적들로부터 방어하였는데, 이리하여 ‘레오의 도시(Civitas Leoniana)’라는 말이 생겨났다. 그는 로마 시 방어 외에도 과거 사라센족에게 약탈당해 황폐해진 성 베드로 대성전과 산 파올로 푸오리 레 무라 대성전을 복구하고 아름답게 꾸미는데 힘썼다. 특히 그는 제대를 거의 100kg에 가까운 금으로 재차 도금하였을 뿐만 아니라, 귀금속들을 곳곳에 장식하였다. 레오 4세는 성 베드로 대성전을 복원한 데 이어, 기독교 왕국들에게 아랍의 침략자들에 맞설 것을 호소하였다.
레오 4세는 재임하는 동안 총 세 번의 시노드를 소집하였는데, 그 중 첫 번째인 850년 시노드는 신성 로마 제국의 루트비히 2세 황제가 참석한 것으로 잘 알려져 있다. 그러나 나머지 두 시노드에 대해서는 잘 알려져 있지 않다. 한편 랭스의 힝크마르와 교황들 사이의 갈등은 레오 4세 때부터 시작하여 니콜라오 1세 때까지 이어졌다. 레오 4세는 라벤나의 요한 대주교와 랭스의 힝크마르 대주교가 신성 로마 제국의 지지에 힘입어 권력을 지나치게 남용하여 문제가 되자 이들을 문책하였다. 레오 4세는 특히 고위 성직자들의 직권 남용에 대해서는 강경한 태도를 취하였다. 이러한 조처들은 후임 교황들이 장차 교황직을 원활하게 수행할 수 있는 길을 마련해 주었다.
레오 4세는 855년 7월 17일에 선종하여 성 베드로 대성전에 안장되었다. 그의 후임으로 교황 베네딕토 3세가 선출되어 즉위하였다. 한때 유명한 중세 전설 중의 하나는 여교황 요안나 전설이었다. 전설에 따르면 요안나는 남자로 가장하여 성직자가 되었으며, 레오 4세의 뒤를 이어 교황이 되었다는 것이다. 하지만 이 전설은 실제 역사가 아니라 가공의 전설이라는 것이 역사학계의 중론이다.
레오 4세의 유해는 그를 위해 마련된 독자적인 무덤에 안장되었지만, 몇년이 지나서 레오라는 이름을 가진 네 명의 다른 교황과 합장되었다. 18세기에 교황 레오 1세의 유해만 독립하여 그를 위해 마련된 경당에 이장되었다.
한편, 레오 4세가 옛 성 베드로 대성전(또는 콘스탄티노 대성전)에 수탉 조형물을 놓은 이후, 가톨릭 성당들에서는 수탉 조형물을 설치하는 곳이 많아졌다. 오늘날에도 첨탑 위에 수탉 조형물을 설치하는 성당들이 존재한다. 일찍이 교황 그레고리오 1세는 성 베드로의 상징인 수탉은 기독교의 가장 적합한 상징이라고 볼 수 있다고 말한 바 있었다. 레오 4세 이후, 그에게 부제품을 받은 교황 니콜라오 1세는 모든 성당은 수탉 조형물을 설치하라는 교령을 발표하였다.